# GStreamer
GStreamer je otevřený multiplatformní multimediální framework se strukturou založenou na grafu filtrů. Je napsán nad objektovým systémem GLib 2.0 a primárně jej využívají aplikace pro desktopové prostředí GNOME. Framework je napsán v jazyce C, ale existují napojení (binding) pro několik dalších programovacích jazyků. GStreamer je uvolněn pod licencí LGPL.

## Graf filtrů

Ukázkový graf přehrávající audio soubor.

Základním stavebním kamenem grafů jsou elementy, tj. filtry. Ty mohou být vzájemně propojeny pomocí přípojných bodů. Takové rozhraní (přípojný bod) se nazývá pad. Data vždy tečou ze zdrojového (source) do cílového (sink) padu. Typy dat, které je daný pad schopen pojmout nebo vyslat, určují tzv. capabilities (také pomocí typu MIME). Elementy tedy nelze propojit libovolným způsobem. Celý graf (pipeline) lze uložit a později načíst do/ze souboru XML.

## Nástroje
Pro jednoduchou editaci grafů byl vytvořen grafický editor gst-editor. Poskládat a spustit graf z příkazové řádky umožňuje nástroj gst-launch a k získání informací o dostupných elementech slouží příkaz gst-inspect.
Následující příkaz vypíše informace o modulu vorbisdec.
```
gst-inspect vorbisdec
```

Tento příkaz spojí modul videotestsrc (testovací obrazec) přímo s ximagesink.
```
gst-launch videotestsrc ! ximagesink
```